# Trần Minh Đức (Hà Nam)
Trần Minh Đức (sinh năm 1966) là một sĩ quan cấp cao trong Quân đội nhân dân Việt Nam, hàm Trung tướng, hiện đang giữ chức Phó Bí thư Đảng ủy, Chủ nhiệm Tổng cục Hậu cần - Kỹ thuật.

## Tiểu sử
Ông sinh ngày 15 tháng 11 năm 1966 tại xã Ba Sao, huyện Kim Bảng, tỉnh Hà Nam.
Năm 1983, học viên Trường Sĩ quan Kỹ thuật Vinhempic, chuyên ngành ô tô.
Năm 1986, tốt nghiệp Trường Sĩ quan Kỹ thuật Vinhempic, về làm Trợ lý Ban Xe-Máy, Phòng Kỹ thuật, Sư đoàn 320, Quân đoàn 3.
Năm 1991, ông được bổ nhiệm giữ chức Trợ lý Phòng Quản lý Xe-Máy, Cục Kỹ thuật, Quân đoàn 3.
Năm 1999, ông được bổ nhiệm giữ chức Phó Trưởng phòng Quản lý Xe-Máy, Cục Kỹ thuật, Quân đoàn 3.
Năm 2002, ông được bổ nhiệm giữ chức Trưởng phòng Quản lý Xe-Máy, Cục Kỹ thuật, Quân đoàn 3.
Năm 2003, ông được bổ nhiệm giữ chức Chủ nhiệm Kỹ thuật Sư đoàn 10, Quân đoàn 3.
Năm 2004, ông được bổ nhiệm giữ chức Phó Chủ nhiệm Kỹ thuật Quân đoàn 3.
Năm 2010, ông được bổ nhiệm giữ chức Chủ nhiệm Kỹ thuật Quân đoàn 3, Phó Bí thư Đảng ủy Cục.
Năm 2013, ông được bổ nhiệm giữ chức Phó Tham mưu trưởng Tổng cục Kỹ thuật, Bí thư Đảng ủy Bộ Tham mưu, Đảng ủy viên Tổng cục Kỹ thuật.
Tháng 12 năm 2016, ông được bổ nhiệm giữ chức Cục trưởng Cục Xe – Máy, Tổng cục Kỹ thuật, Phó Bí thư Đảng ủy Cục, Đảng ủy viên Tổng cục Kỹ thuật.
Tháng 7 năm 2019, ông được bổ nhiệm giữ chức Phó Chủ nhiệm kiêm Tham mưu trưởng Tổng cục Kỹ thuật thay Chuẩn Đô đốc Nguyễn Văn Ninh nghỉ chờ hưu và ông được chỉ định vào Ủy viên Ban Thường vụ Đảng ủy Tổng cục Kỹ thuật.
Ngày 9 tháng 6 năm 2020, tại Quyết định số 789/QĐ-TTg, Thủ tướng Chính phủ bổ nhiệm giữ chức Chủ nhiệm Tổng cục Kỹ thuật, Bộ Quốc phòng, Phó Bí thư Đảng ủy Tổng cục Kỹ thuật.

## Lịch sử thụ phong quân hàm
Trung úy (1986); Thượng úy (1989); Đại úy (1992);
Thiếu tá (1996); Trung tá (2000); Thượng tá (2004); Đại tá (2008);
Thiếu tướng (12.2017); Trung tướng (11.2021).